# محمد رمفا
محمد رمفا (بالإنجليزية: Muhammad Rumfa)‏ كان سلطان سلطنة كانو، الواقعة في ولاية كانو الحالية، شمال نيجيريا، ويعتقد أن محمد رمفا هاجر من ديورا، حكم من 1463 حتى 1499. من بين إنجازات رمفا توسيع أسوار المدينة، وبناء قصر كبير، وقصر جدان رمفا، وتحرير العبيد وتعيينهم بالمناصب الحكومية وإنشاء سوق الكرمي. كان أيضًا مسؤولًا عن الكثير من أسلمة كانو، حيث حث السكان البارزين على الدخول في الإسلام.

## روابط خارجية
- "Emir's Place at Kano". ArchNet. معهد ماساتشوستس للتكنولوجيا. مؤرشف من الأصل في 2006-02-10. اطلع عليه بتاريخ 2007-05-06.